# Liga Internacional de Basquete de Rua
A Liga Internacional de Basquete de Rua - LIIBRA - é a soma de um conjunto de campeonatos de basquete de rua de abrangência nacional e internacional, abrangendo a LIBBRA (Liga Brasileira de Basquete de Rua) e circuitos nacionais de outros países onde CUFA está presente, já que foi criado pela organização não-governamental Central Única das Favelas (CUFA), ou seja, a LIIBRA mobiliza, com regras próprias, os circuitos em 20 países, além dos 26 Estados brasileiros e Distrito Federal.

São 81 mil atletas e 5 mil produtores e voluntários envolvidos no esporte de particiação e cidadania. A competição acontece durante todo o ano em diversos espaços alternativos dos países participantes, seja em ruas, praças, viadutos, etc.  Em 2005 a CUFA incorporou no movimento hip hop o basquete de rua e o skate, logo, para que o espaço possa ser reconhecido como de basquete de rua é preciso que exista na periferia das arenas outras manifestações artisticas como dj´s, break, graffiti, rap e skate.

## História
A LIIBRA começou a nascer a partir de uma manifestação espontânea de jovens jogadores amadores de basquete que improvisaram cestas de basquete em recipientes de lixo no Hutúz Rap Festival, o maior evento de Hip Hop da América Latina, de 2001 e acabaram chamando bastante atenção. Em 2002, a CUFA – que sempre viu no esporte uma grande ferramenta a ser utilizada para promover a auto-estima da população – criou o primeiro campeonato nacional de Basquete de Rua, o Hutúz Basquete de Rua (HBR), que acontecia dentro do Hutúz Rap Festival. Equipes de 13 Estados brasileiros disputaram o torneio, que teve a duração de três dias.

Ainda em 2002, Nega Gizza – que coordenava os eventos alternativos do Hútuz – criou o Campeonato Carioca de Basquete de Rua. O evento cresceu tanto que, no ano de 2005, a CUFA criou a LIIBRA , cuja grande final foi realizada em um dos palcos mais expressivos da cultura carioca, o Sambódromo do Rio de Janeiro. No mesmo ano, a CUFA incentivou a criação de uma Seletiva Estadual de Basquete de Rua (SEBAR) em cada um dos Estados onde atua. A primeira a ser criada foi a SEBAR-RJ, um evento que reúne equipes de várias cidades do estado na luta por uma vaga na LIBBRA, conseqüentemente um espaço entre os melhores times  do país. 

Em 2007, a LIBBRA entrou para o calendário oficial social dos Jogos Pan-Americanos, disputado no Rio de Janeiro no mesmo ano.

## História da Liga Internacional
A LIIBRA - Liga Internacional de Basquete de Rua - surgiu como uma consequência natural, já que a Cufa se expandiu para vários países e o basquete cresceu como um dos elos de ligação entre as Cufas.

## Reis da Rua
Durante a fase nacional são eleitos os melhores jogadores do campeonato, estes formam a seleção de seu país de basquete de rua, sendo apelidados carinhosamente de os Reis da Rua.

Os Reis da Rua fazem apresentações em clinicas, escolas e participam de eventos com o objetivo de promover o basquete de rua e seus conceitos sociais.

## Circuitos
Circuito Municipal: A 1ª fase acontece em cada município que tiver possibilidade de organizar seu campeonato. Este não terá formato nem número de equipes pré-definido.

Circuito Estadual: A 2ª fase reune as melhores equipes que passarem nos municipais. As melhores equipes (três primeiras) de cada campeonato estadual se classificam para o nacional.

Circuito Nacional: A última fase do evento recebe representantes de todos os Estados, entre os meses de agosto e setembro, no Rio de Janeiro. 

Circuito Mundial: É a “Copa do Mundo” do basquete de rua, é um torneio das melhores seleções dos paises aonde a Cufa está presente. Durante a fase nacional são eleitos os melhores jogadores do campeonato, aí surgem as seleções que vão para o Circuito Mundial.

## Vencedores Circuito Brasil

### 2008
Masculino

Campeão - Equipe Madureira BDRB (RJ) 

2º Colocado - CUFA do Rio de Janeiro (RJ) 

3º Colocado - Equipe Liga dos Mutantes do Rio de Janeiro (RJ) 

Feminino

Campeão - Equipe Fucas (SC) 

2º Colocado - Equipe Assim que as pretas gostam (SP) 

3º Colocado -Equipe Ja He (RS) 

### 2007
Masculino

Campeão – CUFA (RJ)

2º Colocado - Equipe AND1 Brasil (SP) 

3º Colocado - Equipe Red Nose Shoes/Poucas Palavras (SP)

Feminino

Campeão - Equipe Red Nose Shoes/Nega7 (SP)

2º Colocado - Equipe Magic Ball (SP)

3º Colocado - Equipe As Super Poderosas (DF)

### 2006
Masculino

Campeão - Equipe AND1 Brasil (SP) 

2º Colocado - Equipe Poucas Palavras (SP)

3º Colocado - Equipe Dinossauros (RJ)

Feminino

Campeão - Equipe Team1 (RJ)

2º Colocado - Equipe SSV (RJ)

3º Colocado - Equipe Jebic (SC)

### 2005
Masculino

Campeão - Equipe Slum (SP)

2º Colocado - Equipe Cross Over (SP)

3º Colocado - Equipe Bicho Solto (ES)

Feminino

Campeão - Equipe Jebic de (SC)

2º Colocado - Equipe Santa Mônica (RJ)

3º Colocado - Equipe Liguei o Botão (RJ)

## Melhores Jogadores e Cestinhas - Brasil

### 2008
Masculino

Melhor - Alves - Madureira BDRB

Cestinha - Carlinhos - CUFA

Feminino

Melhor - Marlene - FUCAS

Cestinha - Camila - NEGA 7

### 2007
Masculino

Melhor - Leandro - CUFA

Cestinha - Fábio - BICHO SOLTO

Feminino

Melhor - Cristal - NEGRA 7

Cestinha - Clarissa - MANGUEIRA TEAM

### 2006
Masculino

Melhor - PH - AND 1

Cestinha - Wagner Antônio - AND 1

Feminino

Melhor - Clarissa - MANGUEIRA TEAM

Cestinha - Clarissa - MANGUEIRA TEAM

### 2005
Masculino

Melhor - Renê - Cross Over

Cestinha - King

Feminino

Melhor - Clarissa - MANGUEIRA TEAM

Cestinha - Clarissa - MANGUEIRA TEAM

## Organização
Fundador da CUFA

Celso Athayde 

Presidente de Honra

Nega Gizza

Vice Presidente de Honra

MV Bill

Coordenação Administrativa

Marilza P. Athayde

Consultoria Jurídica

Alvaro Melo Filho

Coordenação Técnica

Fernanda Borriello

Coordenação Esportiva

Rogaciano Filho

Produção Geral

Claudia Raphael

Assessoria e Marketing

On Sports 

## Links
- Site LIIBRA - Liga Internacional de Basquete de Rua

- Participe da Torcida LIIBRA

- Tá sem time? Encontre o seu aqui!

- Vídeos

- Estados Participantes

Fonte: Núcleo de Produção Cufa e Liibra